# 파우사니아스 (지리학자)
파우사니아스 (/pɔːˈseɪniəs/; 고대 그리스어: Παυσανίας Pausanías)는 2세기 그리스의 여행자이자 지리학자로, 하드리아누스, 안토니누스 피우스, 마르쿠스 아우렐리우스와 동시대의 사람이다. 고대 그리스를 직접 돌아다니며 집필한 《그리스 이야기》 (Ἑλλάδος περιήγησις)로 유명하며, 이 책은 고전 문학과 현대 고고학을 연결 짓는 결정적인 연결 고리가 되었다.